# 고흥류씨 정려각 및 비
고흥류씨 정려각 및 비(高興柳氏 旌閭閣 및 碑)는 대전광역시 대덕구 중리동 낮은 야산에 남향으로 세워진 류씨 부인(1371∼1452)의 정려각이다. 1996년 3월 27일 대전광역시의 유형문화재 제25호로 지정되었다.

## 개요
낮은 야산에 남향으로 세워진 류씨 부인(1371∼1452)의 정려각이다.
류씨 부인은 류준(柳濬)의 딸로서 진사 송극기에게 시집갔으나 22세의 젊은 나이에 남편을 잃고 네살난 아들과 함께 회덕의 은진 송씨 시댁에 내려왔다. 시부모를 극진히 모시고 아들을 잘 보살펴 훌륭히 키워 낸 부인은 조선 효종 4년(1653)에 열녀로서 정려각이 세워졌다.
앞면 1칸·옆면 1칸 규모이며, 지붕 옆면이 여덟 팔(八)자 모양인 팔작지붕집이다. 4면에 붉은 살을 두른 내부에 현판이 걸려 있으며, 정려각 오른쪽에 현종 4년(1665)에 세운 정려비가 있다.

## 사진

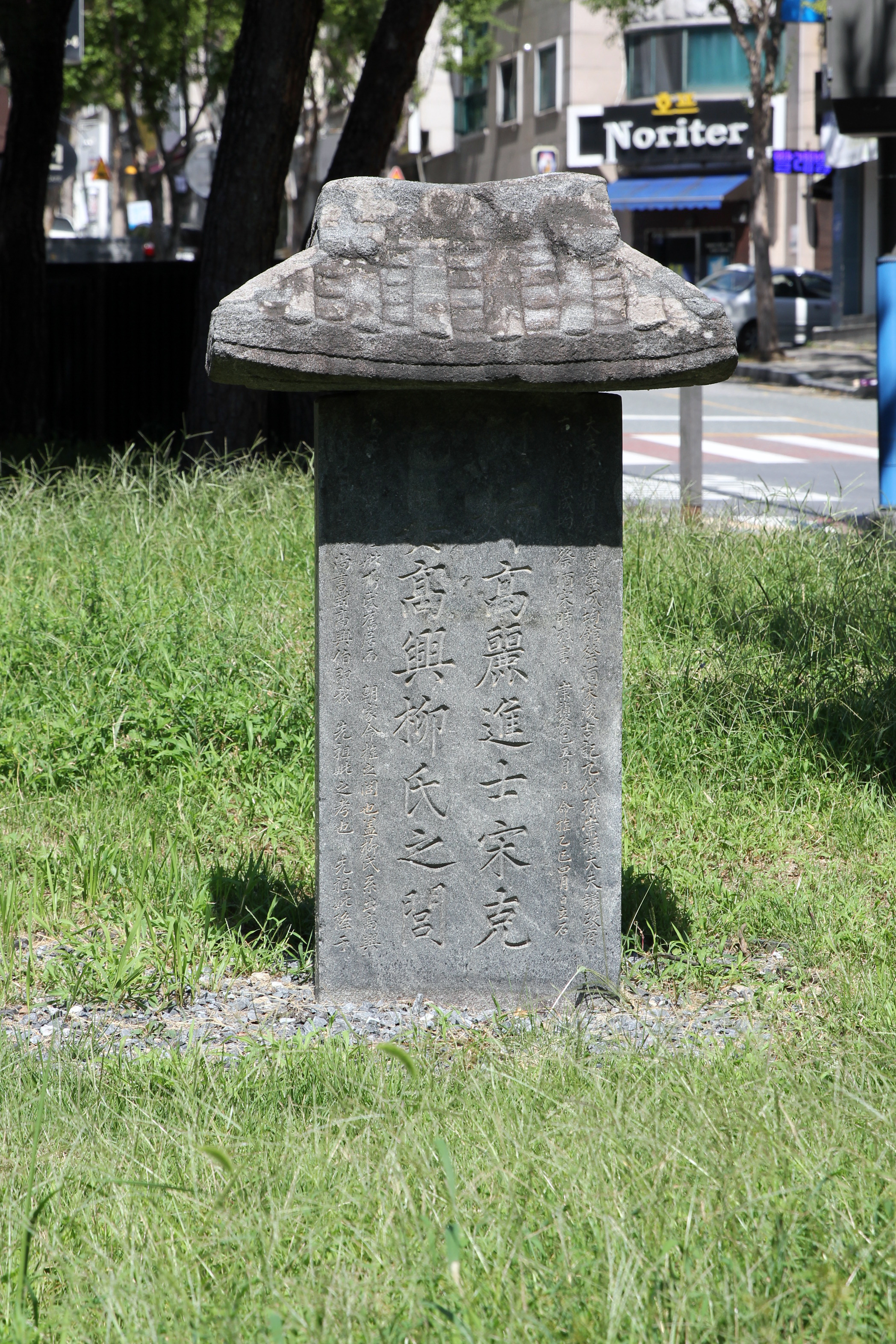

## 참고 자료
- 고흥류씨정려각및비 - 국가유산청 국가유산포털